# Johan Gustaf Sandahl
Johan Gustaf Sandahl, född 8 september 1802 i Veta socken, död 2 juni 1843 i Vadstena. Han var borgmästare i Vadstena stad.

## Biografi
Sandahl föddes 8 september 1802 i Veta. Han var son till organisten Bengt Sandahl och Lisa Boström. Han var stadsnotarie i Vadstena och senare rådman. Sandahl blev 1836 borgmästare i Vadstena stad.